# 软毛鹅耳枥
软毛鹅耳枥（学名：Carpinus mollicoma）是桦木科鹅耳枥属的植物，是中国的特有植物。分布在中国大陆的四川、云南等地，生长于海拔1,000米至1,700米的地区，一般生于山坡及石坡林中，目前尚未由人工引种栽培。